# Archaeochlus rennelli
Archaeochlus rennelli är en tvåvingeart som beskrevs av James E. Sublette och Wirth 1980. Archaeochlus rennelli ingår i släktet Archaeochlus och familjen fjädermyggor. Inga underarter finns listade i Catalogue of Life.